# Аніта Ангеловска-Бейоска
Аніта Ангеловска-Бейоска (нар. 5 листопада 1971 р., Гетеборг) — македонський економіст, доктор економічних наук і чинний голова Національного банку Македонії.

## Біографія
Аніта Ангеловска-Бейоска народилась 5 листопада 1971 року у м. Гетеборг. Ангеловска-Беойска закінчила економічний факультет Університету «Св. Кирила і Мефодія» в Скоп'є в 1994 році, здобула ступінь магістра на тому ж факультеті в 1997 році. Кар'єру вона розпочала в Міністерстві фінансів, де вісім років працювала на різних посадах. Серед іншого була державним секретарем у цьому міністерстві.

## Кар'єра
Ангеловска-Бейоска зайняла посаду голови Національного банку 21 травня 2018 року, Асамблея Македонії 81 голосом «за», без жодного голосу «проти» та жодного утримався підтримали її кандидатуру.
Вона — перша жінка, призначена на посаду губернатора Македонії.
Аніта майже дванадцять років працювала в Нацбанку, спочатку головним економістом, а потім майже вісім років — віцегубернатор із питань монетарної політики, досліджень і статистики. Вона також обіймала посаду заступника губернатора Республіки Македонія в Раді директорів Міжнародного валютного фонду (МВФ).
Також є губернатором Республіки Північна Македонія у раді МВФ.
У 2019 році її обрали членом Правління Віденської ініціативи 2, як представника шести країн регіону Південно-Східної Європи, які не є членами Європейського Союзу.

### МВФ
Вона два роки працювала у МВФ у Вашингтоні, США, головним чином як економіст у Департаменті макроекономічної політики в європейських країнах.
У період з 2006 року до вступу на посаду губернатора залучалася до команд МВФ з надання технічної допомоги ряду країн Європи (Латвія, Білорусь, Молдова, Сербія, Боснія і Герцеговина, Албанія).
Протягом 2003 та 2004 років Ангеловска-Бейоска була державним секретарем у Міністерстві фінансів, відповідала за координацію процесів, пов'язаних з європейською інтеграцією, бюджетними реформами та переговорами з міжнародними фінансовими установами.
У 2004 році також очолювала групу з підготовки до присвоєння першого кредитного рейтингу нашої країни.
У 2003 і 2004 роках Ангеловска-Бейоска була членом правління Фонду медичного страхування Республіки Македонія. У 2002—2004 рр. була спочатку членом, а потім президентом Правління Фонду страхування вкладів Республіки Македонія.

## Наукова діяльність
Аніта Ангеловска-Бейоска захистила докторську дисертацію в галузі економічних наук у 2015 році на факультеті економіки в Любляні, Республіка Словенія.
Вона — автор кількох фахових та наукових праць у сфері монетарної політики та макроекономічної політики загалом. Брала участь у великій кількості наукових конференцій у галузі економіки міжнародного характеру.
До того ж Ангеловска-Бейоска працює викладачем у кількох вітчизняних та міжнародних освітніх і наукових установах.

## Особисте життя
Аніта Ангеловска-Бейоска одружена, має трьох дітей: Петра, Софії та Наді.